# Mechow
Mechow é um município da Alemanha, distrito de Lauenburg, estado de Schleswig-Holstein.